# Influenza A subtipo H3N8
H3N8 é um subtipo de vírus de gripe A endémica em aves, cavalos e cães. Em 2011, foi relatado ter sido encontrado em focas. Os gatos foram infectados experimentalmente com o vírus, levando a sinais clínicos, disseminação do vírus e infecção de outros gatos.

## Introdução
A gripe equina é uma doença respiratória altamente contagiosa de cavalos e animais relacionados, como burros, mulas e zebras (coletivamente conhecidos como equinos). Ela é causada por um vírus do tipo A de Influenza pertencente à família Orthomyxoviridae (gênero Influenzavirus). A transmissão do vírus da gripe equina ao homem não ocorreu durante surtos da doença em cavalos. Atualmente, as linhagens de influenza equina não representam ameaça para as pessoas. Em abril de 2022, descobriu-se que uma linhagem de H3N8 infecta humanos, com o primeiro caso relatado de infecção encontrado na província de Honã, China.

## História
O H3N8 foi identificado como a causa provável da pandemia de gripe de 1889 a 1890 em humanos, conhecida como gripe russa, e também outra epidemia em 1898 a 1900. Antes da identificação do H3N8 como a causa provável da pandemia de 1889, o subtipo H2N2 era mais comumente sugerido como a causa provável. Nesse momento, não é possível identificar o subtipo viral para o surto de 1889 ou 1900 com certeza.
Um estudo de 1997 descobriu que o H3N8 era responsável por mais de um quarto das infecções por influenza em patos selvagens. Em 1963, o subtipo H3N8 (A/equine/2/Miami/63) criou uma epidemia de gripe equina em Miami e, posteriormente, espalhou-se pela América do Norte, América do Sul e Europa, criando surtos maciços entre 1964 e 1965. Desde 1963, o vírus H3N8 flutuou ao longo de uma única linhagem a uma taxa de 0,8 substituições de aminoácidos por ano. Entre 1978 e 1981, houve epidemias generalizadas da cepa A/equine/2 nos Estados Unidos e na Europa, apesar do desenvolvimento de vacinas. Desde o final da década de 1980, a evolução do vírus H3N8 divergiu em duas famílias: uma linhagem "americana" e uma linha "européia".

## Via de transmissão
Essa cepa pode ser espalhada por algumas rotas diferentes. A principal fonte do vírus são as secreções do trato respiratório. Os cavalos que tossem podem liberar o vírus no ar, espalhando-o por trinta a cinquenta metros. Outras formas de contágio ocorre por contato direto entre cavalos, ou indiretamente através das mãos ou roupas de uma pessoa, ou em objetos inanimados. No entanto, o vírus não sobrevive fora de um cavalo por muito tempo. O vírus é delicado no ambiente e facilmente morto por calor, frio, dessecação e desinfetantes. O vírus se multiplica nas células epiteliais do trato respiratório superior. Dispersa por gotículas quando o cavalo tosse ou exala. O vírus pode sobreviver no ambiente, em diferentes superfícies, por até 48 horas. A disseminação da doença tem sido associada ao movimento de pessoas, animais de estimação, equipamento e aderência para cavalos, que não foram seguidos os procedimentos adequados de biossegurança.
A infecção subclínica com derramamento de vírus pode ocorrer em cavalos vacinados, particularmente onde há uma incompatibilidade entre as cepas da vacina e as cepas do vírus que circulam no campo. Tais infecções contribuem para a disseminação da doença.

## Período de incubação
O período de incubação é o momento em que o vírus infecta o cavalo até o desenvolvimento da doença. A cepa H3N8 tem um período de incubação bastante curto, geralmente variando entre um e três dias, embora possa alcançar uma semana em algumas circunstâncias. Esse curto período é um ponto positivo do ponto de vista de controle, porque as pessoas sabem, mais cedo ou mais tarde, se os cavalos expostos foram realmente infectados (e são infecciosos). As doenças que têm períodos de incubação muito longos podem ser mais difíceis de controlar.

## Diagnóstico
Os principais sintomas clínicos causados pela infecção dessa cepa são: febre entre 39 °C e 40,5 °C, tosse seca frequente por várias semanas, nariz escorrendo com secreção e infecção bacteriana secundária. O isolamento do vírus influenza da nasofaringe e/ou o grande aumento de anticorpos no soro dos equinos-1 ou 2 pode ser usado como diagnóstico em cavalos. Outros sintomas clínicos podem incluir uma secreção nasal mucoide serosa ou leve; epífora; linfonodos submandibulares doloridos, mas raramente inchados; hiperemia da mucosa nasal e conjuntival; taquipneia; taquicardia; edema de membros; dor e rigidez muscular.

## Período de infectividade
Este é o período em que um cavalo pode espalhar o vírus após ser infectado. É um conceito muito importante, porque os cavalos ainda podem infectar outros da espécie depois de terem superado sua própria doença. Os vírus que são eliminados por longos períodos de tempo depois que um cavalo melhora são muito mais difíceis de controlar. Os cavalos tendem a ser mais infecciosos, ou seja, eliminando o maior número de vírus, nas primeiras 24 a 48 horas após o desenvolvimento de febre, mas eles podem continuar a eliminar o vírus por até sete a dez dias após o desaparecimento dos sintomas.

## Fisiopatologia
O vírus da influenza em aerossol é inalado e se incorpora na mucosa respiratória, do trato respiratório superior e inferior. O vírus é atraído pelas glicoproteínas e mucopolissacarídeos do muco que reveste a mucosa respiratória. Se a dose infectante do vírus for alta, a neuraminidase viral abundante quebra a camada mucosa, permitindo o acesso do vírus às células epiteliais subjacentes. O vírus então se liga às células epiteliais através da ligação do espinho de hemaglutinina ao receptor de ácido N-acetil neuramínico na célula. O vírus entra na célula por endocitose no citoplasma, onde se replica para produzir novos viriões que são liberados de volta ao trato respiratório pela brotação da célula infectada. O vírus se dispersa pela traqueia e pela árvore brônquica em três dias, causando hiperemia, edema, necrose, descamação e erosão focal. A viremia é rara, mas é possível se o vírus atravessa a membrana basal, entrando na circulação e causando potencialmente inflamação do músculo esquelético e cardíaco (miosite e miocardite), sinais encefalíticos e edema de membros.